# Robert Motherwell
Robert Motherwell (* 24. Januar 1915 in Aberdeen, Washington; † 16. Juli 1991 in Provincetown, Massachusetts) war ein US-amerikanischer Maler des Surrealismus und Abstrakten Expressionismus.

## Leben und Werk
Motherwell studierte in den Jahren von 1932 bis 1938 zuerst an der California School of Fine Arts und danach an der Stanford-Universität Philosophie, wo er den Bachelorabschluss machte. Des Weiteren studierte er Philosophie und französische Literatur an der Harvard-Universität. Nach einem zweijährigen Aufenthalt von 1938 bis 1939 in Paris, wo er sich unter anderem mit den späteren europäischen Exilkünstlern Piet Mondrian und Fernand Léger anfreundete, studierte Motherwell in New York an der Columbia-Universität bei Meyer Schapiro und Kurt Seligmann Kunstgeschichte. 1940 lernte er Robert Matta kennen, mit dem er noch im selben Jahr eine Reise nach Mexiko unternahm, wo er den österreichischen Surrealisten Wolfgang Paalen kennenlernte. Nach mehreren Monaten bei Paalen kehrte er 1941 nach New York zurück, wo er Paalen half, seine gegen-surrealistischen Ideen zu propagieren und bei dessen Kunstmagazin DYN mitarbeitete. 1945 lehrte er am Black Mountain College, North Carolina. Zwischen 1951 und 1958 hatte Motherwell einen Lehrauftrag am Hunter College in New York inne.
Seine Zeichnungen und großformatigen Malereien sind durch dominante schwarze Zeichensetzungen geprägt. Ab den 1960er Jahren fand eine Annäherung an das Color-Field-Painting von Morris Louis statt. Motherwell war einer der wichtigsten Vertreter des amerikanischen Abstrakten Expressionismus. Meist wird er dem Action Painting zugeordnet, er gilt aber als das eher „intellektuelle Gegenstück“ zu Malern wie Jackson Pollock. Er gründete 1947/1948 zusammen mit William Baziotes, Mark Rothko und Barnett Newman die Schule „Subjects of the Artists“.
Von 1958 bis 1971 war er mit der Malerin Helen Frankenthaler verheiratet. 1972 heiratete er die deutsche Fotografin Renate Ponsold, mit der er bis zu seinem Tod liiert blieb.

## Auszeichnungen und Ehrungen
- 1964: Guggenheim International Award
- 1970: Wahl zum Mitglied der American Academy of Arts and Letters
- 1977: Médaille de Vermeil der Stadt Paris
- 1985: Wahl zum Mitglied der American Academy of Arts and Sciences
- 1988: Ernennung zum Offizier des Ordre des Arts et des Lettres des französischen Kulturministeriums
- 1989: National Medal of Arts
- 1990: Wahl zum Associate Member (ANA) der National Academy of Design, New York[3]

## Ausstellungen (Auswahl)
- 1951: 9th Street Art Exhibition, New York
- 1959: documenta II, Kassel
- 1964: documenta III, Kassel
- 1965: Museum of Modern Art, New York; Retrospektive
- 2004: Museum Morsbroich, Leverkusen; Retrospektive
- 2023/24: Kunstforum Wien

## Werke (Auswahl)
- 1944: Mallarmés Schwan, Cleveland Museum of Art
- 1948–1991: Bilderserie Elegie auf die Spanische Republik, ca. 170 Variationen über ein Thema, ausgelöst durch das Gedicht „Llanto por Ignacia Sanchez Meijas“ von Federico García Lorca und dessen Ermordung durch Falangisten 1936
- 1960: Sommer in Italien, Staatsgalerie Stuttgart